# イーリオスの陥落

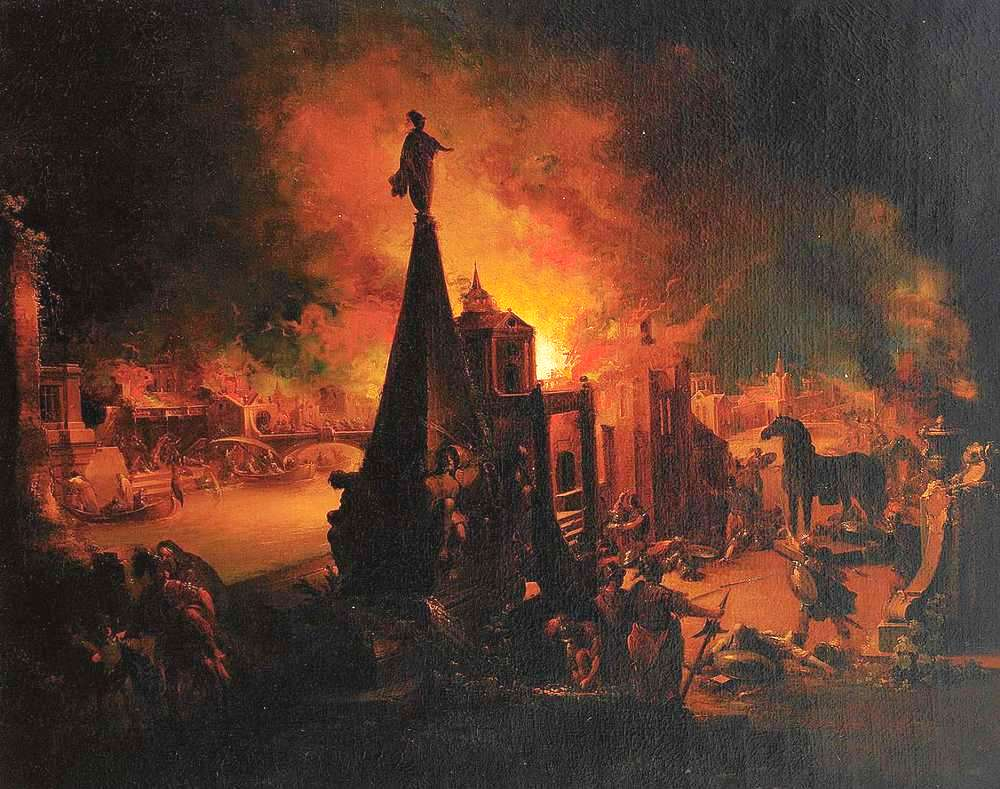
イーリオスの陥落

『イーリオスの陥落』（イーリオスのかんらく、Ἰλίου πέρσις, Ilíou pérsis, ラテン語：Iliupersis）は、古代ギリシアの叙事詩で、トロイア戦争を描いた叙事詩環の1つ。話の年代順にいうと『小イーリアス』の直後の話になる。作者は同じ叙事詩の環の『アイティオピス』を書いたミレトスのアルクティノスと言われる。全部で2巻から成り、ダクテュロス・ヘクサメトロス（長短短六歩格）で書かれている。しかし、わずかに断片が残っているだけである。

## 創作年代
『イーリオスの陥落』は紀元前7世紀の後半に作られたと言われるが、確かではない。古代の文献では紀元前8世紀とされていた。

## テキスト
『イーリオスの陥落』のオリジナルのテキストは10行ほどが残っているだけである。内容については、プロクロスの『Chrestomathy』の書いた「叙事詩の環」の散文のあらすじに頼るしかない状況である。
ウェルギリウス『アエネーイス』第2巻は、『イーリアスの陥落』の内容を、トロイア側の視点から書いている。

## 内容
- トロイアでは、ギリシア軍が残していった木馬をどうするかで議論になっている。カッサンドラーとラーオコオーンは木馬の中に武装したギリシア兵がいると訴えるが、他の人々はアテーナーの聖なる遺物と言い、その意見が大勢を占める。そして、トロイア人は勝利を祝い出す。
- ポセイドーンは2匹の蛇の凶兆を送り、ラーオコーンとその息子を殺す。それを見てアイネイアースは何が起こるかを予測して、部下とともにトロイアを離れる。
- 夜になり、ギリシア兵たちが木馬の中から出てきて、味方の軍を招き入れるために城門を開ける。ギリシア軍は既にテネドス島を発っていた。
- ギリシア軍が町に火を放ち、トロイア人たちを虐殺する。
- トロイア王プリアモスはゼウスの祭壇に避難するが、ネオプトレモスに殺される。
- メネラーオスはデーイポボスを殺し、妻ヘレネーを取り戻す。
- 小アイアースはアテーナーの祭壇からカッサンドラーを引きずり下ろし、強姦する。神々は懲罰として小アイアースに石を投げて殺すかどうか検討するが、小アイアースはアテーナーの祭壇に避難する。しかし、ギリシア軍がトロイアを出帆した時に、アテーナーが海上で小アイアースを殺す。
- オデュッセウスがヘクトールの子供で赤ん坊のアステュアナクスを殺害し、ネオプトレモスはヘクトールの妻アンドロマケーを捕虜にする。このエピソードは前編にあたる『小イーリアス』の断片の中にもあるが、そこではアステュアナクスを殺したのはネオプトレモスになっている。
- ギリシア軍はアキレウスの怒りを抑えるため、プリアモスの娘ポリュクセネーをアキレウスの墓で生贄にする。

話はそこまでで、『ノストイ』に続く。